# Јелисавчића кућа
Јелисавчића кућа се налази у засеоку Секулићи, недалеко од пута Митровац — Мокра Гора, на планини Тари, у оквиру НП Тара, подигнута је почетком 20. века.
Кућу као брвнару, саградио је њен први власник Душан Јелисавчић са Пантелијом Ђурићем. Грађевина је подигнута на каменом темељу у форми слова „Г”. Због сложене форме грађевине, брвна су слагана у диреке, а спратни део је накнадно обложен споља вертикално постављеним даскама. Објекат је покривен боровим даскама „на подвлачак”. У приземљу је мало предсобље, кухиња и мала соба, а на спрату две собе са мањим предсобљем. Данас је кућа у породичном власништву Алексе Јелисавчића.
Поред куће-брвнаре за становање, у склопу дворишта сачувано је још неколико помоћних грађевина, подигнутих од дрвета који и данас имају употребну вредност.